# Darwin Peña
Darwin Peña Arce (Santa Cruz de la Sierra, 8 de agosto de 1977) é um futebolista boliviano que atua como meia. Atualmente, joga pelo Aurora.

## Títulos
Bolívar
- Campeonato Boliviano (2): 1996 e 1997

Oriente Petrolero
- Campeonato Boliviano (1): 2004 (Clausura)

Blooming
- Campeonato Boliviano (1): 2005 (Apertura)

Real Potosí
- Campeonato Boliviano (1): 2007 (Apertura)